# 消费税
消費税，是指政府對於消費者的消費購物進行課稅之稅金總稱。由於直接向消費者本人徵稅非常不容易，而且容易引起民意反彈，政府常利用對銷售產品或服務的批發商或零售商進行徵收的技巧，所以消費税通常是間接稅，如營業稅、增值税；但亦可以是直接稅，如霍爾與拉布希卡均一稅。

## 類別

### 營業稅
如上述所說的因素，在此商家銷售商品或服務時，最終成交價格往往隱含政府課徵的消費稅額，之後由商家統一交給政府，這筆錢就是營業稅，如果收入不多不到徵稅門檻，有時候會有利於小商家。不過標示方式有些不同，有些地方規定是可以包含在價格裡，開立發票，有些州與地區則是公開售價還要加上稅金的比例才是最終支出。

### 增值稅
增值稅對商品或服務的每個流通環節的增值部分課稅。例如，一個零售商以200元買入一件大衣，轉手以300元賣出，該環節增值100元，那麼該零售商需為這100元繳納增值稅。
歐盟所有國家均採用增值稅。在澳大利亞、紐西蘭、加拿大、新加坡，增值稅被稱作「商品及服務稅」（Goods and Services Tax, GST）。在加拿大，當增值稅與各省徵收的省銷售稅一併課徵時，也被稱作「合併銷售稅」，

### 銷售稅
銷售稅對商品或服務的最終成交價格課稅。法律或允許商家將銷售稅稅額與商品或服務本身的價格（即稅前價）分列，或要求稅額必須被計入總價（即含稅價）中。
舉同一例，一個零售商以200元買入一件大衣，轉手以300元賣出，那麼該零售商需為銷售價300元繳納一定比例的銷售稅。

### 貨物稅
貨物稅是不是說貨物，而是指那些只針對特定貨物課徵的銷售稅。比如針對煙草、酒、汽油等商品徵稅。

### 開支稅
直接向個人徵收的消費稅，就會一般以開支稅形式課徵。這相當於抵扣儲蓄和投資的所得稅。具體而言，個人當期的收入減去其當期新增的儲蓄（或加上其當期減少的儲蓄）即為當期開支，開支稅便是對當期開支課稅。開支稅少見，過去曾於印度和斯里蘭卡短暫實施。

## 各地差異

### 日本
1970年代末起，消費稅成为日本政治上最受關注的議題。1978年，日本總理大平正芳首次提出「消費稅」的構想，不過由於自民黨選舉失利，所以不得不取消。1986年，中曾根康弘總理改稱為「销售額稅」，再次提出這個構想，但是不成功。1988年竹下登總理實現消費稅構想，並於翌年施行。
日本在導入消費稅同時，廢止「物品稅」等銷售稅，物品稅的稅率靠物品種類，所以並不是所有的物品被課稅的。但是「消費税」除了土地交易和房地出租以外，對所有的物品和服務課統一稅率。
- 1989年4月1日：施行《消費稅法》，税率3%
- 1997年4月1日：稅率增至5%（原本的「消費稅」增至4%。加上新設的「地方消費稅」1%）
- 2014年4月1日：税率增至8%
- 2019年10月1日：税率增至10%（原定2017年4月1日）[3]

### 新加坡
新加坡徵收「商品及服務稅」，又稱「消費稅」（简称G.S.T.），屬於增值稅，2024年1月1日起稅率為9%。
坊间有反对者将新加坡的消费税制度批评为一种累退税。但消费税制度的拥护者则认为如果不将税款以收入的百分比计算，而是以终身消费的百分比来表示的话，则可以将消費稅视为一种等比例税。
- 1994年4月1日：开始征收消费税，税率为3%
- 2003年：稅率增至4%
- 2004年：稅率增至5%[4]
- 2007年7月1日：税率增至7%[5]
- 2023年1月1日：上调至8%
- 2024年1月1日：上调至9%[6][7]

### 馬來西亞
马来西亚首相纳吉·阿都拉萨於2015年4月1日起施行消費稅法，開徵「商品及服務稅」（GST），稅率6%，引起民间很大反弹。由前首相马哈迪·莫哈末所领导的反对党希望联盟在2018年马来西亚大选获胜后，同年6月1日廢止，消费税税率从6%调降至到0%。并在取消了GST之后恢复了销售与服务税（SST）以平衡政府财务。

### 中國大陸
中國大陸課徵增值税，亦有法定消费税税种（例如啤酒）。
自2017年起，中國大陸废除營業稅課徵項目，改以增值稅替代。增值稅稅率分六檔：13%、11%、10%、9%、6%、0%。

### 台灣
臺灣同時課徵加值型營業稅（屬增值稅）、非加值型營業稅（屬銷售稅）。大多數企業適用加值型營業稅，2020年的稅率為5%。金融保險業、特種飲食業、小規模營業人適用非加值型營業稅。購買商品或服務時均使用含稅價格。

### 美國
美国消费税主要包括两种：普通銷售税和特殊銷售税；均屬於銷售稅。普通銷售税是指三层政府结构（联邦政府、州政府和地方政府）基于通用的消费品及几类行业服务所征收的税，特殊銷售税是指对特定商品及服务所征收的税。此外，其消費税还可以分类为从价税（拉丁語：Ad-valorem Tax）和单位税（Unit Tax），其分别根据价格或者单位进行抽税。

### 加拿大
可以分為三大類：
- 聯邦政府的商品及服務稅（GST），屬增值稅
- 省級的省銷售稅（PST），屬銷售稅
- 上述兩種稅項合二為一的合併銷售稅（HST）

在育空地區、西北地區、努納武特地區及艾伯塔省除了聯邦的銷售稅以外，並沒有再次一級的銷售稅。而從2008年1月1日開始，聯邦商品及服務稅稅率為5％。

## 參看
- 商品及服務稅
- 增值稅
- 營業稅